# Tegulaster ceylanica
Tegulaster ceylanica är en sjöstjärneart som först beskrevs av Doderlein 1888.  Tegulaster ceylanica ingår i släktet Tegulaster och familjen Asterinidae. Inga underarter finns listade i Catalogue of Life.